# Cień strachu
Cień strachu (ang. Shadow of fear) − amerykański thriller w reżyserii Richa Cowana z 2004 roku. 
Film kręcono w miejscowości Spokane w stanie Waszyngton w USA.

## Fabuła
Harrison French (Matthew Davis) przypadkowo zabija na drodze nieznanego człowieka. Postanawia ukryć prawdę. Zabitym wydaje się być brat żony Harrisona - czarna owca w rodzinie. Harrison szuka pomocy u Williama (James Spader) − prawnika o wielkich znajomościach i możliwościach. Okazuje się, że wielu już skorzystało z pomocy Williama i muszą za to pokutować. Harrison postanawia wyrwać się z tego kręgu.

## Obsada
- Matthew Davis - Harrison French
- James Spader - William Ashbury
- Aidan Quinn - detektyw Scofield
- Peter Coyote - kongresmen Henderson
- Robin Tunney - Wynn French
- Alice Krige - Margie Henderson
- Lacey Chabert - Allison Henderson
- Sarah Ann Schultz - Genie Bloom